# Focul viu

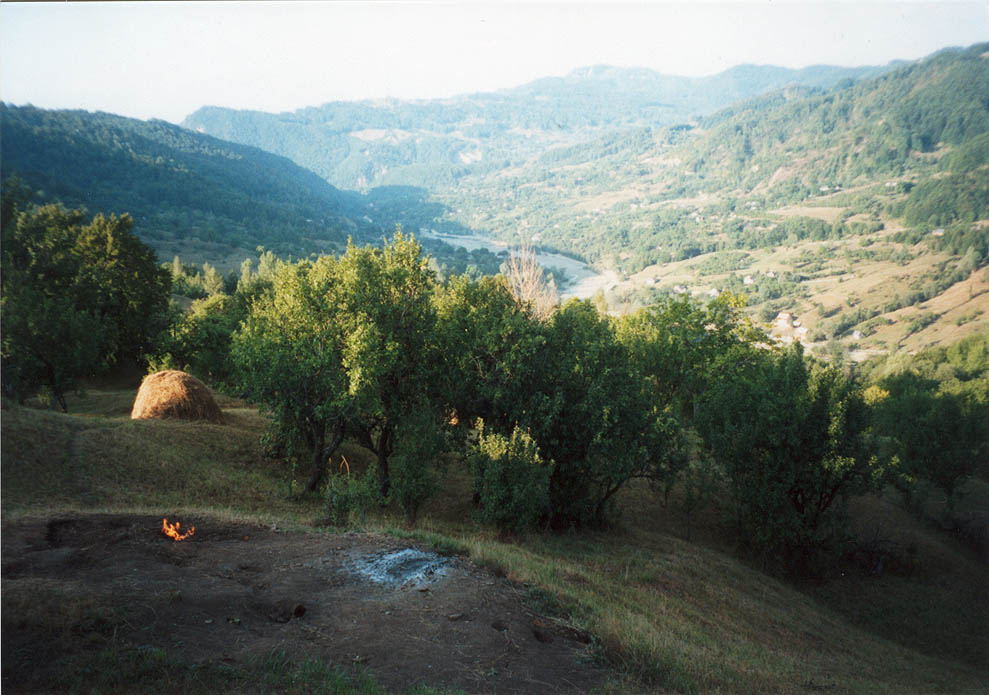
Focul viu se nachází v kopci nad vesnicí

Focul viu nebo také Focul Viu, v překladu Živý oheň, je divoký vývěr zemního plynu na okraji vesnice Terca v podhůří Penteleu v župě Buzău v Rumunsku. Území je chráněno jako přírodní rezervace. Podobné ohně někdy vznikají a zanikají i na jiných místech v okolí této vesnice i sousední vesnice Lopătari, pod niž Terca patří do společné obce. Přírodní oheň vzniká samovolným únikem zemního plynu z podzemního rezervoáru a jeho následným hořením. Focul Viu se nachází na 45 stupňů 32,152 minut severní šířky a 26 stupňů 32,925 minut východní délky v nadmořské výšce 915 metrů.

## Galerie

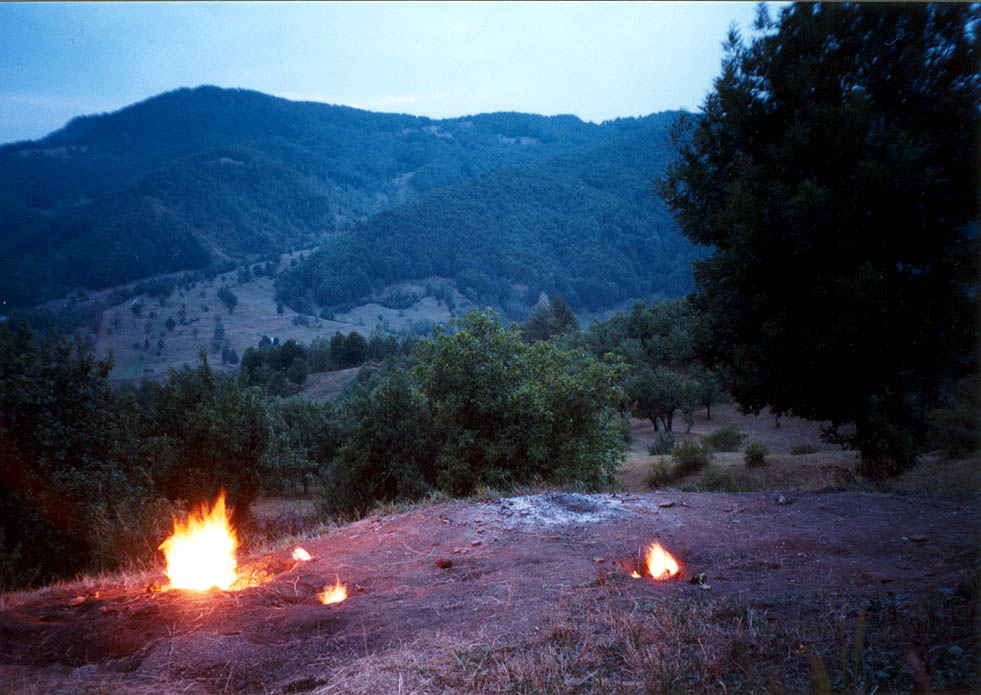
Podvečer u Focul viu
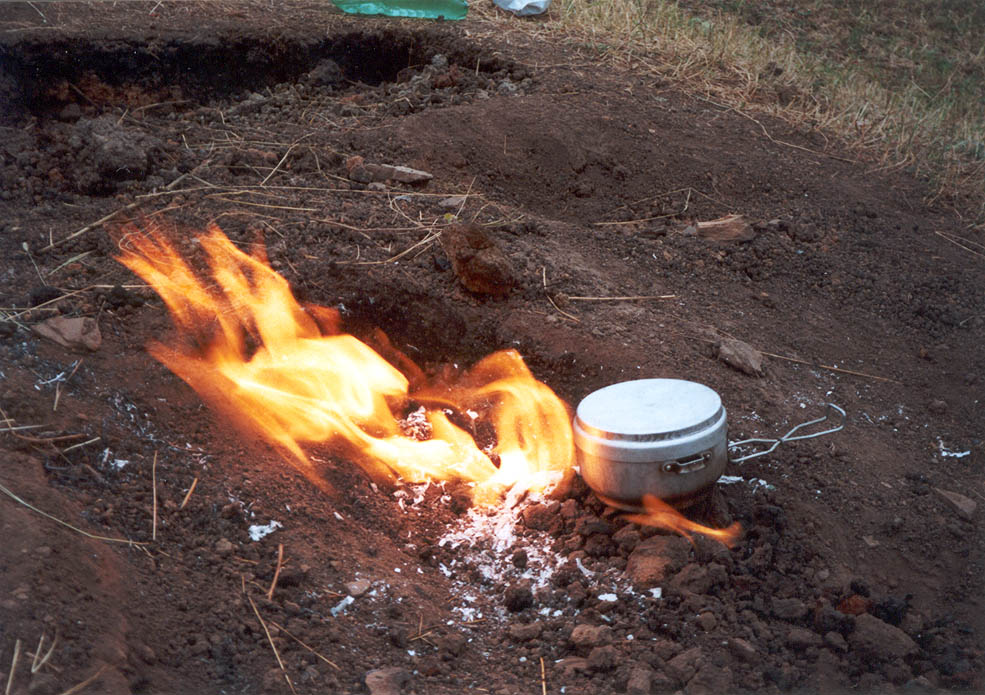
Dá se na něm i uvařit - a rychle.
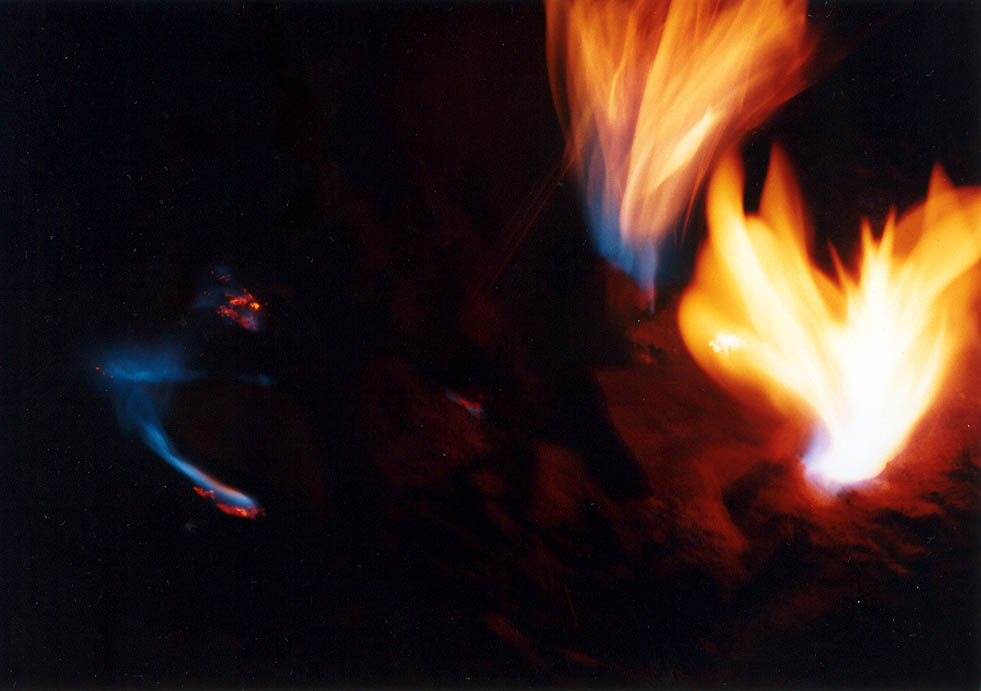
Modré plynové plamínky jsou vidět až za tmy